# Соболев, Александр Леонидович
Соболев Александр Леонидович (27 сентября 1941 года — Москва, 27 августа 2003 года) — советский яхтсмен,  мастер спорта международного класса, Заслуженный тренер СССР по парусному спорту, член Совета Международной федерации парусного спорта (ИСАФ).

## Биография
Начал заниматься парусным спортом с 19-и лет. В период 1968-1970 годов входил в сборную команду СССР в качестве шкотового в классе «Летучий голландец».
С 1971 года на тренерской работе в Центральном спортивном клубе военно-морского флота (главный тренер Вооружённых сил по парусному спорту). Тренировал экипаж Потапов - Зыбин, завоеваших в 1978 году звание чемпионов мира в классе катамаранов «Торнадо» в Великобритании. Получил звание заслуженного тренера СССР.
В период 1985-1988 годов был главным тренером олимпийской команды СССР, завоевавшей на Летних Олимпийских играх 1988 года комплекты серебряных и бронзовых медалей.
С первого года образования Всероссийской федерации парусного спорта (ВФПС) был её исполнительным директором (1992-1995 годы). С 1996 года - первый вице-президент ВФПС.
Представлял Российскую Федерацию в качестве члена Совета Международной федерации парусного спорта (ИСАФ) c 1996 по 2003 год.
Трагически ушёл из жизни 27 августа 2003 года.

## Образование
Московский инженерно-физический институт